# Asemum
Genre
Asemum est un genre d'insectes coléoptères longicornes de la famille des Cerambycidae, décrit par Johann Friedrich von Eschscholtz en 1830.

## Liste d'espèces
Selon ITIS (6 janv. 2012) :
- Asemum australe LeConte, 1850
- Asemum caseyi Linsley, 1957
- Asemum nitidum LeConte, 1873
- Asemum striatum (Linnaeus, 1758)